# Betta pulchra
Betta pulchra es una especie de pez de agua dulce de la familia Osphronemidae. Es originario de la península de Malaca.

## Taxonomía
Betta pulchra fue descrita por primera vez por los icitólogos singapurenses Heok Hui Tan y Swee-Hee Tan y publicada en The Raffles Bulletin of Zoology 44 (2): 419-434 en 1996.